# Kaschmirschwalbe

Verbreitungsgebiet der Kaschmirschwalbe:
Brutgebiete
Ganzjähriges Vorkommen
Überwinterungsgebiete

Die Kaschmirschwalbe (Delichon dasypus), auch Asiatische Mehlschwalbe genannt, ist eine Art aus der Gattung Delichon, die zur Familie der Schwalben gehört.

## Erscheinungsbild
Adulte Kaschmirschwalben weisen das charakteristische Erscheinungsbild von Delichon-Arten auf. Sie haben eine dunkle bis schwarz-bläuliche Körperoberseite. Die Körperlänge dieser Art beträgt 12 Zentimeter. Die Kaschmirschwalbe unterscheidet sich von der auch in Mitteleuropa brütenden Mehlschwalbe durch ihre graue Kehle und die graubraune Färbung der Unterflügel. Die Nepalschwalbe dagegen hat eine schwarze Kehle; ihr Schwanz wirkt gerade abgeschnitten.

## Verhalten
Die Kaschmirschwalbe ist ein Felsenbrüter, die normalerweise in Kolonien an Felsüberhängen nistet. Ähnlich wie die Mehlschwalbe baut sie ihre Nester gelegentlich auch an großen Gebäuden wie etwa Tempeln oder Brücken. Das Nest ist eine Halbkugel und wird aus Lehm- und feuchten Erdklümpchen errichtet. Das Gelege besteht aus drei bis vier Eiern. Zwei Gelege im Jahr kommen sehr häufig vor. Die Kaschmirschwalbe zählt zu den insektenfressenden Vögeln. Sie erbeutet ihre Nahrung im Flug.

## Unterarten
Dieser Art werden drei Unterarten zugerechnet:
- D. d. dasypus (Bonaparte, 1850) ist im Südosten von Russland sowie in Japan beheimatet;
- D. d. cashmeriense (Gould 1858)  ist im Himalaya,
- D. d. nigrimentale (E. Hartert, 1910)  ist im südlichen China verbreitet.

Die Nominatform überwintert im Südosten Asiens, obwohl einige sich auch im Winterhalbjahr in der Nähe heißer Quellen aufhalten. Die Unterart D. d. cashmeriense bleibt in ihrem Verbreitungsgebiet und hält sich lediglich in niedrigeren Höhenlagen auf. Das Überwinterungsgebiet von D. d. nigrimentale ist dagegen unbekannt.